# Célimène Daudet
Célimène Daudet est une pianiste classique, née en 1977 à Aix-en-Provence de père français et de mère haïtienne.

## Biographie
Née en France d'un père français et d'une mère haïtienne, Célimène Daudet commence sa formation au Conservatoire à rayonnement régional d'Aix-en-Provence auprès de Michel Bourdoncle. Elle étudie ensuite au Conservatoire à rayonnement régional de Paris dans la classe d'Olivier Gardon, au Conservatoire à rayonnement régional de Rueil-Malmaison dans la classe de Denis Pascal, au Conservatoire national supérieur de musique et de danse de Lyon avec Géry Moutier d'où elle ressort diplômée avec un premier prix de piano et le Certificat d'aptitude, puis au Conservatoire national supérieur de musique et de danse de Paris en musique de chambre dans la classe du violoniste Jean Mouillère. Enfin, elle sera artiste en résidence au Banff Centre for the Arts au Canada.
Elle se produit sur de nombreuses scènes prestigieuses sur tous les continents, notamment le Carnegie Hall de New York, le Konzerthaus de Vienne, la Philharmonie de Paris, le Festival International de Piano de la Roque d'Anthéron, le Festival de Pâques d'Aix-en-Provence, le Printemps des Arts de Monte Carlo, la Folle Journée de Nantes, le Shanghai Oriental Arts Center, le Beijing National Center for performing Arts, en Russie, au Canada, à Cuba, dans toute l'Asie du Sud est, à Panama, au Brésil, en Colombie, en Israël, au Liban, aux Emirats Arabes Unis etc.
Elle se produit en concerto avec l'Orchestre philharmonique de Malaisie (en) (MPO), l'Orchestre national du Vietnam, l'Orchestre de l'Opéra de Toulon, l'Orchestre symphonique de Belem, l'Orchestre symphonique de Mulhouse, l'Orchestre des Pays de Savoie.
Elle a joué l'Art de la fugue de Bach de 2011 à 2014 dans le cadre du spectacle l'Art de la Fugue conçu et mis en scène par Yoann Bourgeois.
Elle est à l'initiative de Haïti Piano Project, permettant de faire venir un piano de concert en Haïti et d'y créer le premier festival annuel de musique classique dès 2017.
Célimène Daudet est également Artiste associée à la Soufflerie de Rezé pour deux saisons à compter de septembre 2020.
En octobre 2020 paraît la Faunothèque, une série musicale et animale en 12 épisodes produite par Radio France et France Télévisions et présentée par Célimène Daudet.
En septembre 2020 elle a été nommée professeur de piano au Conservatoire à rayonnement régional de Paris. Elle donne régulièrement des master-classes en France (théâtre du Châtelet, académie de Nancy) et à l'étranger (École des arts de Rostov-sur-le-Don, Académie de piano d'Abu Dhabi, Institut supérieur des arts de La Havane, Conservatoire supérieur d'Almaty etc.).
Célimène Daudet est représentée par l'agence parisienne Sartory Artists.

### Prix et récompenses
Célimène Daudet est lauréate de plusieurs concours internationaux (Concours international Jean-Françaix, Concours international de Val d’Isère, Concours européen FNAPEC à Paris), elle remporte aussi le Prix international Pro Musicis (Paris) en duo avec le violoniste Guillaume Latour. Elle bénéficie du soutien de la Fondation Safran et est nommée « Artiste génération Spedidam 2014 ». En 2018 elle est nommée Franco-British Young Leader et elle reçoit la médaille du Sénat en 2019.
Elle est Artiste Steinway.

### Discographie
- 2011 : A tribute to Bach (Arion). 4 étoiles Classica[1], sélection RCF, Coup de cœur classique de la Fnac. Œuvres de Bach, Bach-Busoni, Liszt, Franck, Mendelssohn.
- 2013 : L'Art de la fugue de Jean-Sébastien Bach (Arion).
- 2013 : Dans la malle du Poilu avec la violoniste Amanda Favier (Arion). Ce programme a reçu le label de la Mission du centenaire de la Première Guerre mondiale[15].
- 2016 : Beethoven - Sonates pour piano et violon no 5, 3 et 10 avec la violoniste Amanda Favier (NoMadMusic)
- 2018 : Messiaen, Debussy - Préludes pour piano[16] (NoMadMusic) 4F Telerama, 5 Diapasons, Choix de France Musique, 5 étoiles Classica
- 2020 : Messe Noire (NoMadMusic), œuvre de Franz Liszt et Alexandre Scriabine. 5 Diapasons